# NGC 768
NGC 768 (другие обозначения — UGC 1457, IRAS01561+0017, MCG 0-6-16, KUG 0156+002, ZWG 387.18, KCPG 49A, PGC 7465) — галактика в созвездии Кит.
Этот объект входит в число перечисленных в оригинальной редакции «Нового общего каталога».
NGC 768 имеет небольшой «хвост» на своём южном конце. Галактика искажена и в ней есть области звёздообразования в окрестностях её спутника SDSSJ015840.07+003148.6 — карликовой галактики, расположенной к западу от ядра NGC 768, которая, по-видимому, сталкивается с ней.